# Joan Wallach Scott
Joan Wallach Scott, född 18 december 1941 i Brooklyn i New York, är en amerikansk historiker och professor i Princeton, New Jersey. Scotts har specialiserat sig på fransk historia med inriktning på genushistoria.

## Liv
Joan Scott mottog 1969 sin doktorstitel från University of Wisconsin–Madison. Före flytten till Princeton var Scott historielärare vid University of Illinois at Chicago, Northwestern University, University of North Carolina, Chapel Hill, Rutgers University, och Johns Hopkins University. Vid Brown University grundade Scott forskningscentret Pembroke Center for Teaching and Research on Women. Sedan 2006 är hon redaktör för Journal of Modern History. 2010 deltog Scott i bildandet av The History of the Present: A Journal of Critical Theory.
Scott har dessutom är även ordförande för kommittén för akademisk frihet och anställningsskydd inom American Association of University Professors. 

## Arbete
Scotts arbete som historiker och akademiker har utmanat konventionella delar av historikers arbete, inklusive synen på källor och erfarenheten samt berättelseformen för historieskrivandet. I grunden har Scott utgått från såväl en rad filosofiska teorier som en omarbetning av den traditionella arbetarhistorien.. På senare tid har hon forskat på allt från specifika genusfrågor till bredare demokratifrågor. 
Inom ramen för sitt forskningsarbete har Scott publicerat ett stort antal böcker, vilka har trycks i stor upplaga och översatts till flera språk, inklusive franska, japanska portugisiska, koreanska och svenska.

## Priser och erkännanden
Scott har mottagit en lång rad priser och hedersutmärkelser för sitt akademiska arbete, inklusive American Historical Associations Herbert Baxter Adams-pris, Joan Kelly Memorial-pris, Hans Sigris-pris för sin genusforskning och Nancy Lymans fris för sitt handledning av studenter. Hon har dessutom hederstitlar från Brown University, SUNY Stony Brook, Bergens universitet och Harvard University.